# Ronnie Leten
Ronnie Frans Ghislain Leten, född 12 december 1956 i Beringen, Belgien, är en belgisk företagsledare. 

## Karriär
Ronnie Leten studerade vid Universitetet i Hasselt i Belgien och avlade ekonomexamen 1979. Han var 1979–1985 anställd på General Biscuit och började 1985 på Atlas Copco i Belgien. Efter en kortare tid som produktionschef vid Tenneco Automotive i Belgien från 1995 återvände han till Atlas Copco. 1999–2001 var han chef för Airtec-divisionen, 2001–2006 för Industrial Air-divisionen och 2006–2009 chef för affärsområdet Kompressorteknik.
Leten var verkställande direktör för Atlas Copco 2009–2017. Han var styrelseordförande i Ericsson  2018-2023, samt i Piab 2019-2022.
Ronnie Leten var även styrelsemedlem i SKF 2017-2021.
Han är styrelseordförande i det från Atlas Copco avknoppade Epiroc.

## Styrelseuppdrag
- Electrolux - 2012–2018
- Kungl. Ingenjörsvetenskapsakademiens, IVA, avdelning Maskinteknik - 2017–
- SKF - 2017–2021
- Epiroc - 2018–
- Ericsson - 2018–2023
- Piab - 2019–2022

## Utmärkelser/priser
- 2013 - Manager of the Year, Belgien
- 2014 - Commander in the Order of Leopold II, Belgien
- 2018 - Mottagare av Queen Astrid Award, Belgien
- 2018 - Commander in the Order of Merit of the Italian Republic (OMRI)
- 2019 - Mottagare av Doctor Honoris Causa från UHasselt-universitetet, Belgien
- 2019 - Utnämnd av Sveriges Konung Carl XVI Gustaf till Riddare av Kungliga Nordstjärneorden, första klassen